# Remetea Mare
Remetea Mare là một xã thuộc hạt Timiș, România. Dân số thời điểm năm 2002 là 3510 người.